# Ambassade du Maroc en Pologne
L'ambassade du Maroc en Pologne est la représentation diplomatique du royaume du Maroc en Pologne. Elle est située au ul. Dabrowskiego 72 02-561 Varsovie, la capitale du pays. Depuis le 25 juin 2019, son ambassadeur est Abderrahim Atmoun.

## Histoire
Les relations diplomatiques entre le Maroc et la Pologne ont débuté le 7 juillet 1959. Ces relations ont toujours été amicales et marquées d'un respect mutuel entre les deux partenaires. Depuis, de nombreux ambassadeurs se sont succédé à Rabat comme à Varsovie.

## Ambassadeurs du Maroc
| Ambassadeur         | date de début     | date de fin | Roi du Maroc          | Président de la Pologne                                                 |
| ------------------- | ----------------- | ----------- | --------------------- | ----------------------------------------------------------------------- |
| Abderrahim Harakat  | 1962              | 1966        | Hassan II             | Aleksander Zawadzki                                                     |
| Abdessalam Harraki  | 10 novembre 1966  | 1975        | Hassan II             | Józef Cyrankiewicz/Henryk Jabłoński                                     |
| Abdelaziz Bennani   | 1975              | 1982        | Hassan II             | Henryk Jabłoński                                                        |
| Abdessalam Ouazzani | 1982              | 1991        | Hassan II             | Henryk Jabłoński/Wojciech Jaruzelski/Ryszard Kaczorowski/Lech Wałęsa    |
| Abdelmajid Alem     | 1991              | 1994        | Hassan II             | Lech Wałęsa                                                             |
| Abdeladim Tber      | 20 juillet 1994   | 2000        | Hassan II/Mohammed VI | Lech Wałęsa/Aleksander Kwaśniewski                                      |
| Hassan Abbadi       | 26 septembre 2001 | 2003        | Mohammed VI           | Aleksander Kwaśniewski                                                  |
| Abdeslam Alem       | 2003              | 2008        | Mohammed VI           | Aleksander Kwaśniewski/Lech Kaczyński                                   |
| Moha Ouali Tagma    | janvier 2009      |             | Mohammed VI           | Lech Kaczyński/Bogdan Borusewicz/Grzegorz Schetyna/Bronisław Komorowski |
| Youness Tijani      | 9 mars 2013       |             | Mohammed VI           | Bronisław Komorowski/Andrzej Duda                                       |
| Abderrahim Atmoun   | 25 juin 2019      |             | Mohammed VI           | Andrzej Duda                                                            |

## Galerie

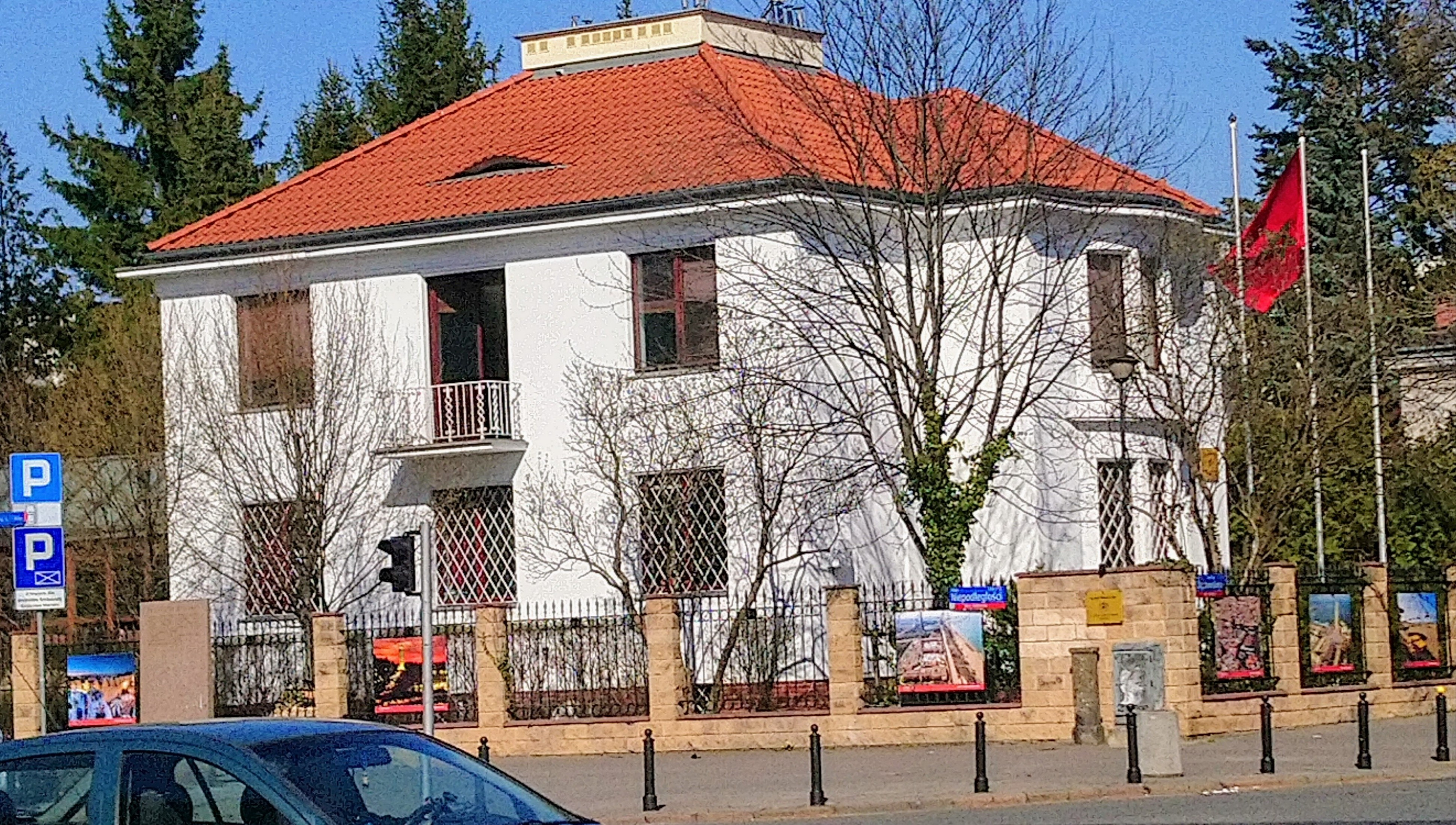
siège de l'ambassade du Maroc
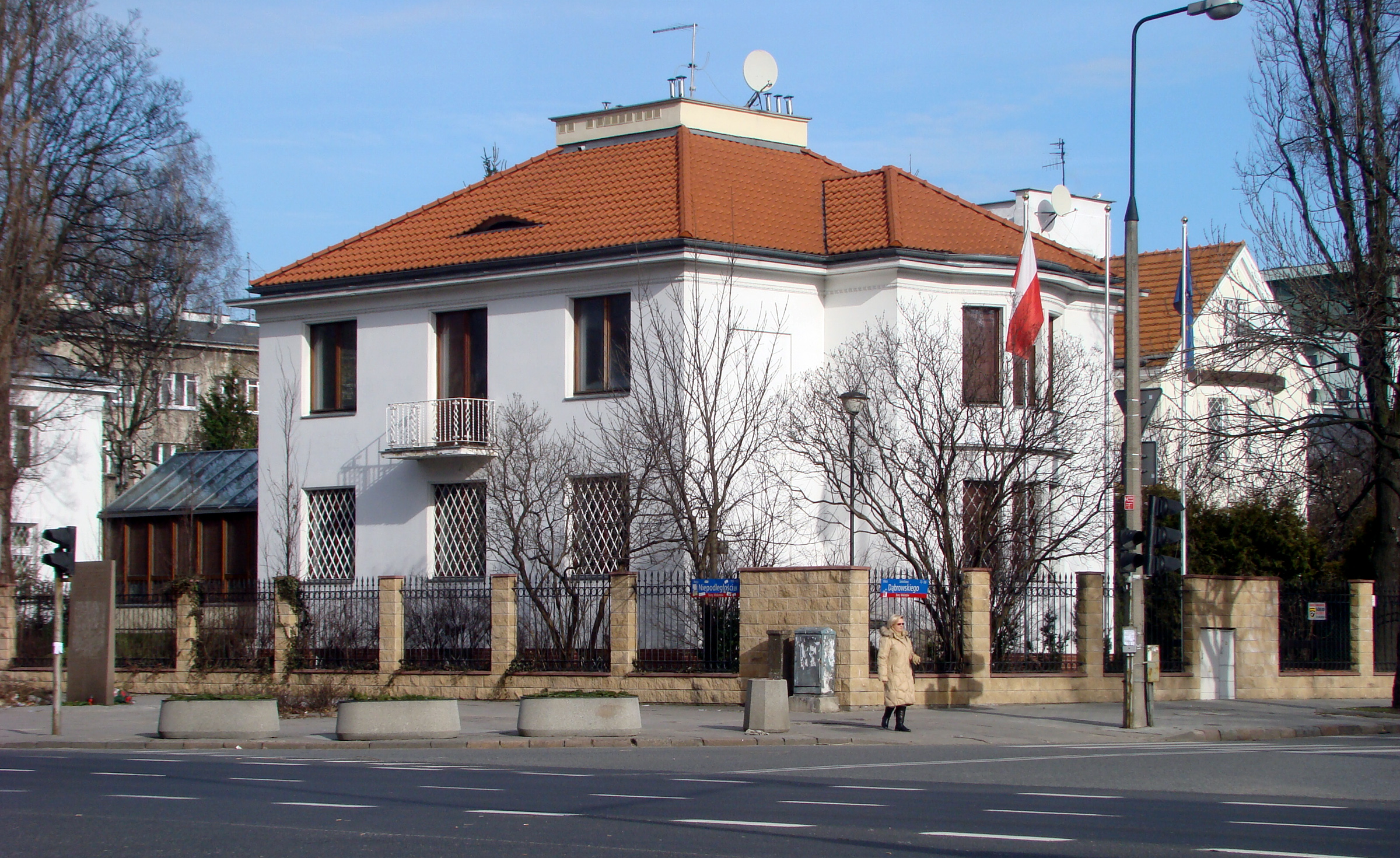
siège de l'ambassade du Maroc
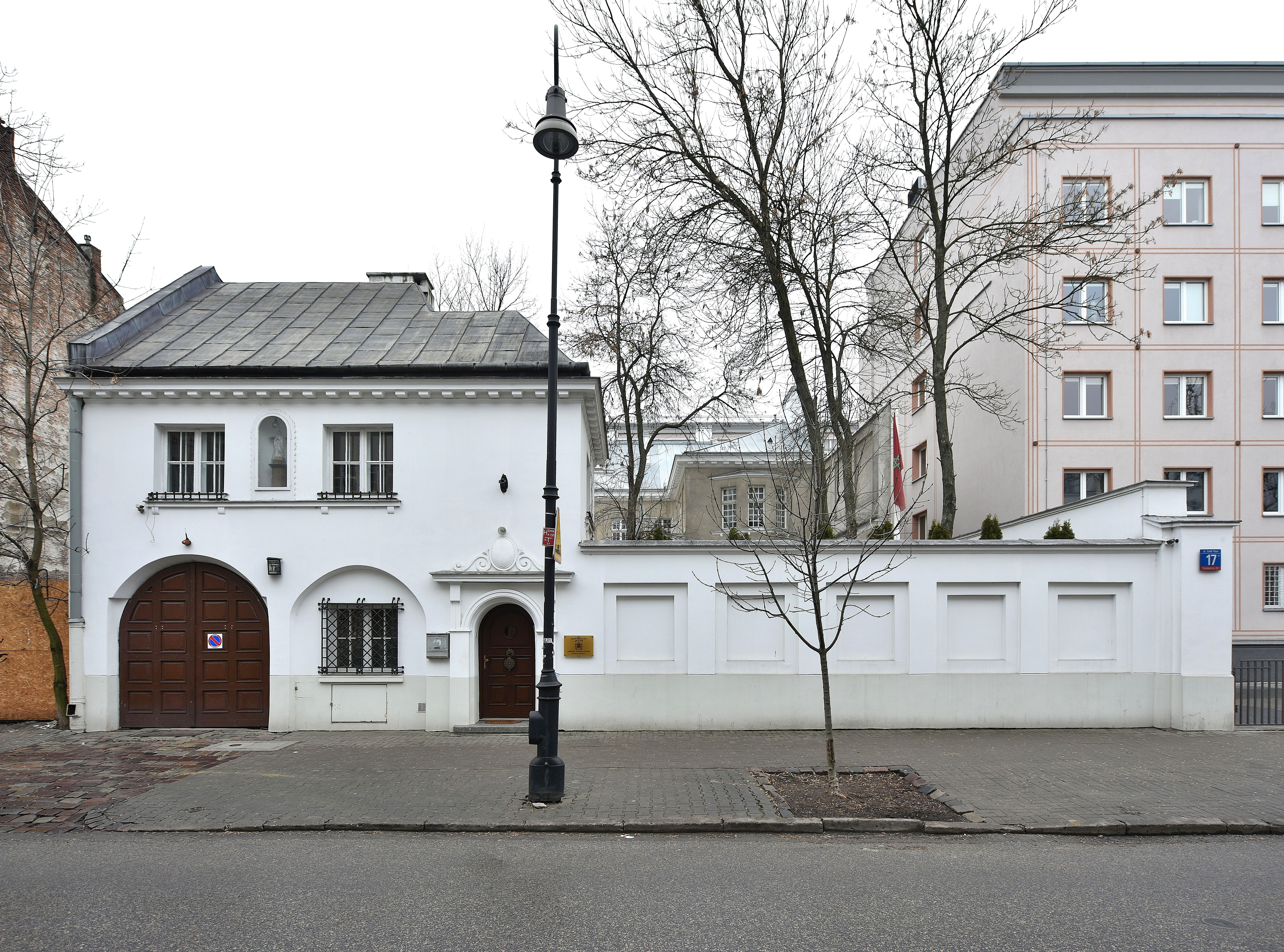
résidence de l'ambassadeur au
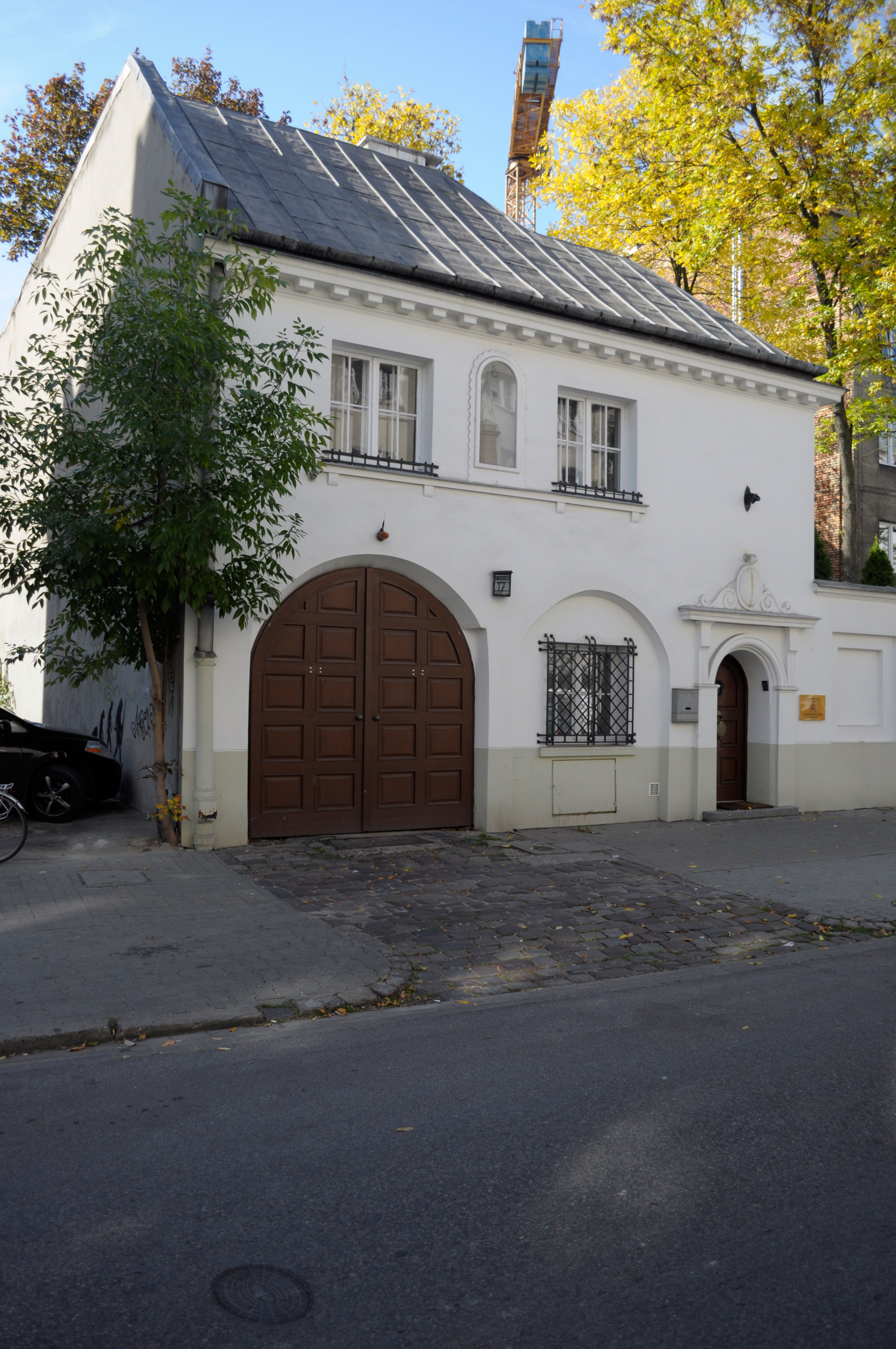
Pałacyk Z. Okoniewskiego ul. Emilii Plater 17